# 福卡

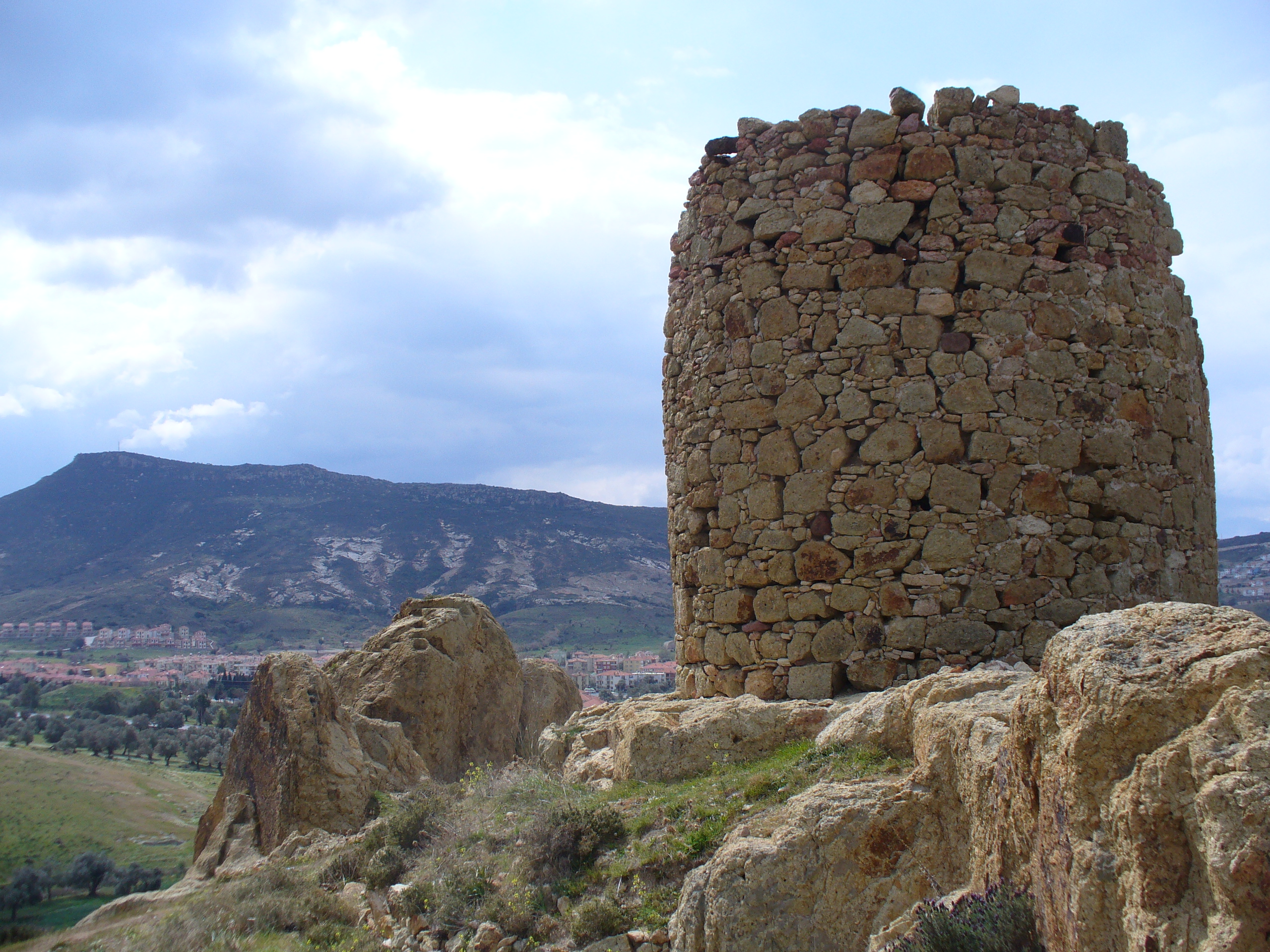

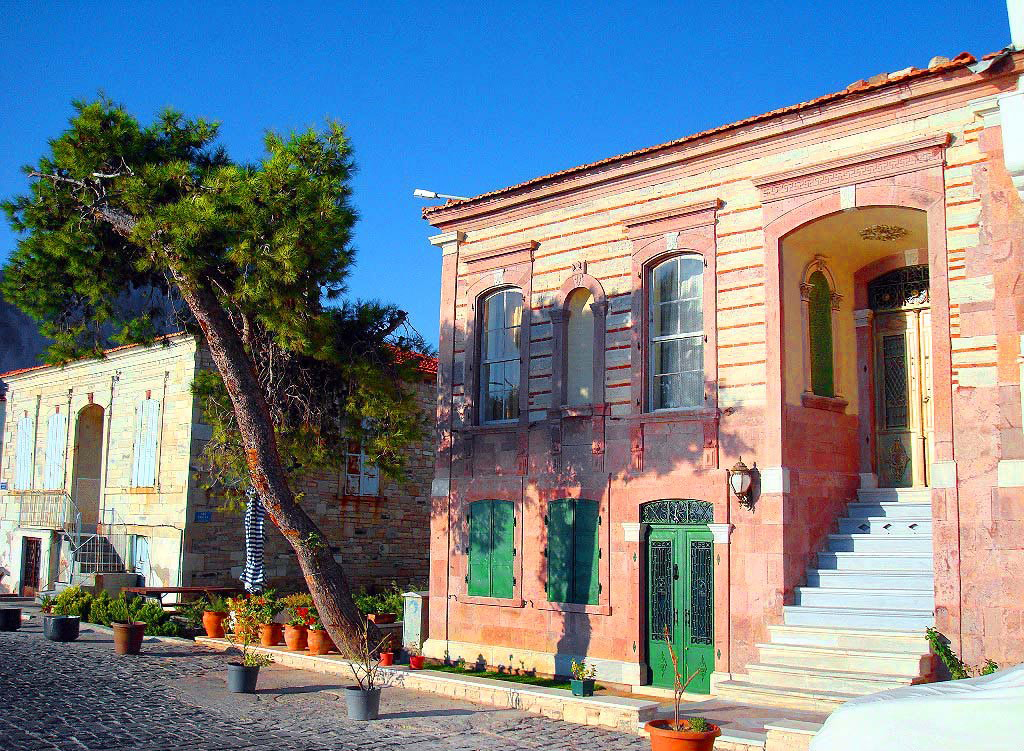

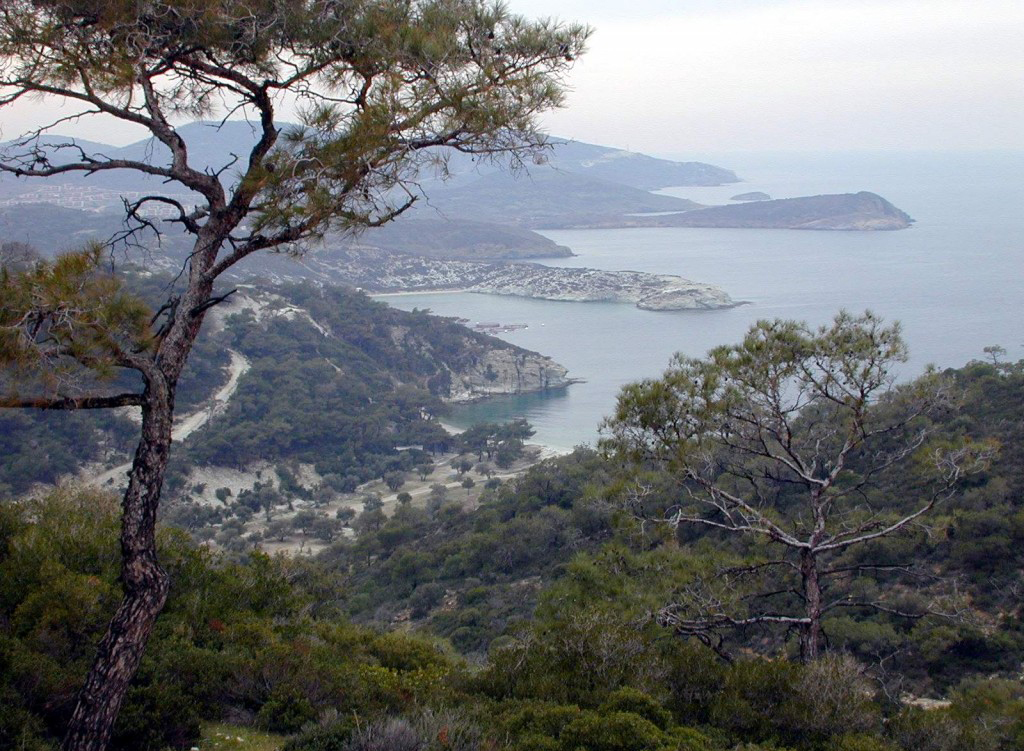

福卡是土耳其的城鎮，位於該國西部，由伊茲密爾省負責管轄，距離首府伊茲密爾約69公里，始建於公元前11年，面積205平方公里，2011年人口28,629。

## 外部連結
- Foça guide with photos